# Markovnikovs regel

Markovnikovs regel illustrerad med propen och vätebromid.

Markovnikovs regel formulerades 1870 av den ryske kemisten Vladimir Vasiljevitj Markovnikov (1838–1904). Den används vid organisk-kemiskt syntesarbete för att bedöma vilken den huvudsakliga reaktionsprodukten blir vid en additionsreaktion mellan två asymmetriska molekyler av vilka den ena innehåller en kol-kol-[dubbelbindning] och den andra har en elektropositiv och en elektronegativ del. Vid reaktionen öppnas dubbelbindningen, och enligt Markovnikovs regel binds därvid den elektropositiva delen till den av de två intilliggande kolatomerna som har flest väteatomer bundna till sig medan den elektronegativa delen binds till den andra kolatomen. 
Eftersom den elektropositiva delen i praktiken oftast är en väteatom brukar Markovnikovs regel skämtsamt formuleras som “Till den som haver mest skall varda givet”. 
Regeln stämmer väl med verkligheten så länge dubbelbindningen inte i sin närhet har starkt elektronattraherande substituenter. Den andra möjliga additionsprodukten, med den elektronegativa och den elektropositiva delen omkastade, brukar bildas i betydligt mindre mängd.
För en mer allmängiltig förklaring av vilken produkt som gynnas krävs en analys av reaktionsmekanismen. Den typ av reaktioner som Markovnikovs regel behandlar inleds med att den elektropositiva delen (elektrofilen) angriper dubbelbindningen så att en karbokatjon bildas. Det som avgör vilken av de två möjliga karbokatjonerna som därvid bildas i större mängd är deras relativa stabilitet. Karbokatjoner stabiliseras bland annat induktivt av elektrongivande substituenter, vilket är bakgrunden till Markovnikovs regel, men också genom resonans av närliggande dubbelbindningar mellan kolatomer. De destabiliseras däremot av elektronattraherande substituenter.